# 真槽齿鳄属
真槽齿鳄属（学名：Euthecodon）是侏儒鳄亚科下的一类已灭绝的长吻鳄鱼。分布于第三纪的非洲，其化石在肯尼亚特别常见。真槽齿鳄属生存于早中新世至早更新世。

## 描述

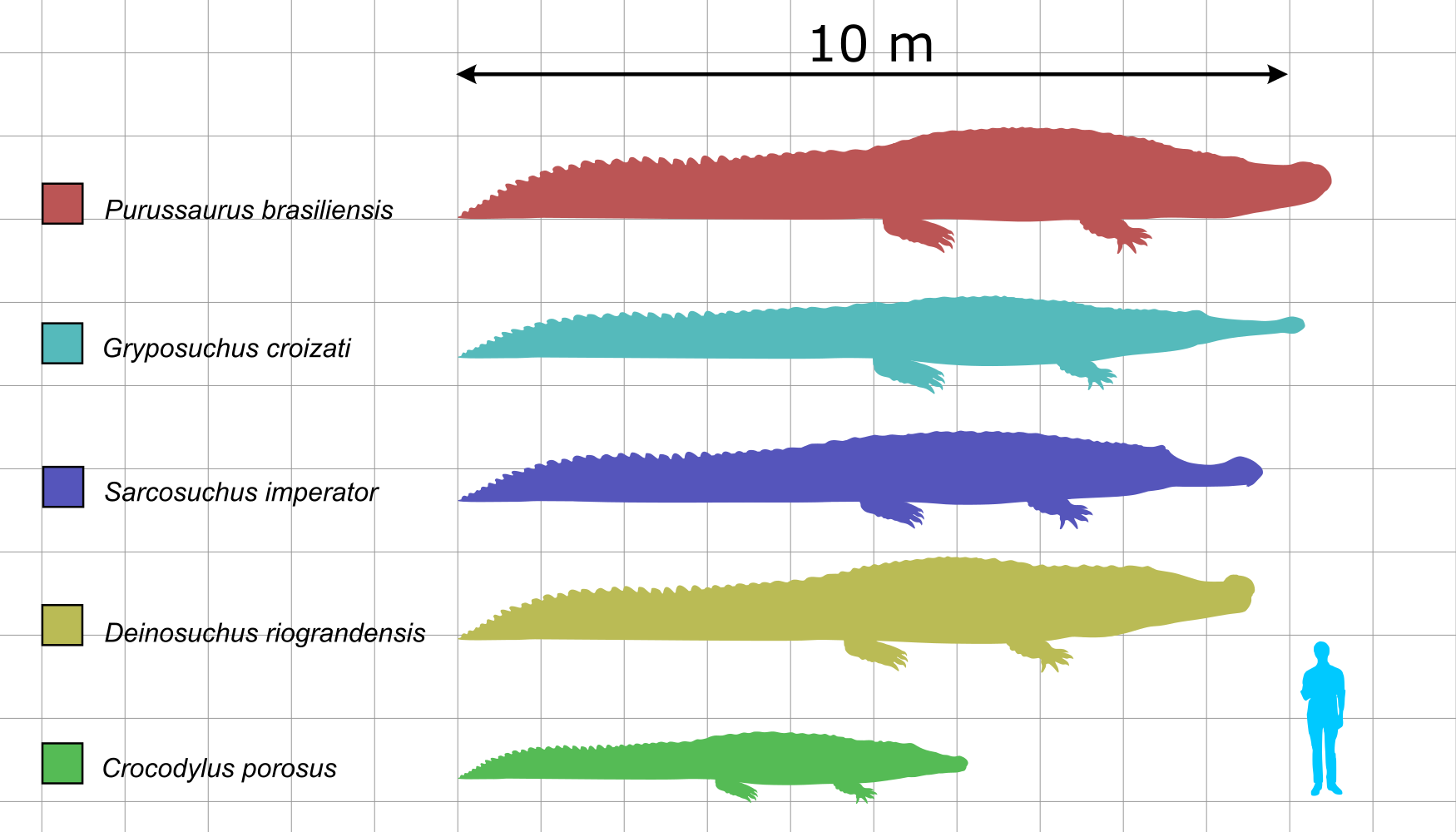
布氏真槽齿鳄（橙色）与其它鳄鱼的体型对比

真槽齿鳄属是一类大型的鳄亚科。 在图尔卡纳盆地发现的LT26306号标本，根据头骨长度估计大约有10米长。它有一个很长的狭窄吻部，并有深扇形背缘。 然而，它们的头骨的体积很小，几乎是方形的，颚部排列着细长的、大小和形状相似的牙齿。 与几乎所有其他鳄鱼不同，真槽齿鳄属只拥有四颗前颌齿。 由于长着尖锐且具有二叉的前颌齿，真槽齿鳄属被认为是一类食鱼者，或者食物中包含鱼类。

## 发现与物种
收集到的现在已知为真槽齿鳄属的化石材料最初被归为切喙鳄属，现代的马来鳄是该属的一员。这些标本来自于埃塞俄比亚的上新世Omo群。根据在埃及Wadi Naturn发现的材料，真槽齿鳄属于1920年首次命名。这些材料被认为与来自埃塞俄比亚的标本属于同一物种，但它似乎与切喙鳄属不同。因此，来自埃塞俄比亚的材料与来自埃及的材料一起重新分配到新属中，该物种被命名为E. nitriae。
一个名为布氏真槽齿鳄（E. brumpti）的新物种是在肯尼亚洛萨加姆发现的，通过头盖骨和吻部的长度比例以及牙齿数量，可以将其与E. nitriae区分开来。布氏真槽齿鳄与鳄属都是在图尔卡纳盆地发现的最常见的鳄类化石之一。1992年，在洛萨干纳丘魁组的凯育蒙组发现了一个完整的铰接头骨和下颌骨。。
吻部较短的E.arambourgi在利比亚Gebel Zelten的早中新世沉积物中被发现。来自非洲多个地区的标本分类在物种层面上并不确定，这些地区包括：早上新世利比亚的萨哈比组地层，中新世早期Rusinga岛的维多利亚盆地地层，肯尼亚Ombo的早中新世沉积物，以及刚果早中新世时期的阿尔伯丁裂谷沉积物。

## 系统发生学
真槽齿鳄最初被认为属于切喙鳄亚科，它甚至被认为是一个直接演化自始长吻鳄属的分支。然而，它现在被认为属于鳄科，过去认为它们与裂谷鳄属、侏儒鳄属和沃亚鳄属有演化关系。